# 帕夫洛斯·康托里奥蒂斯

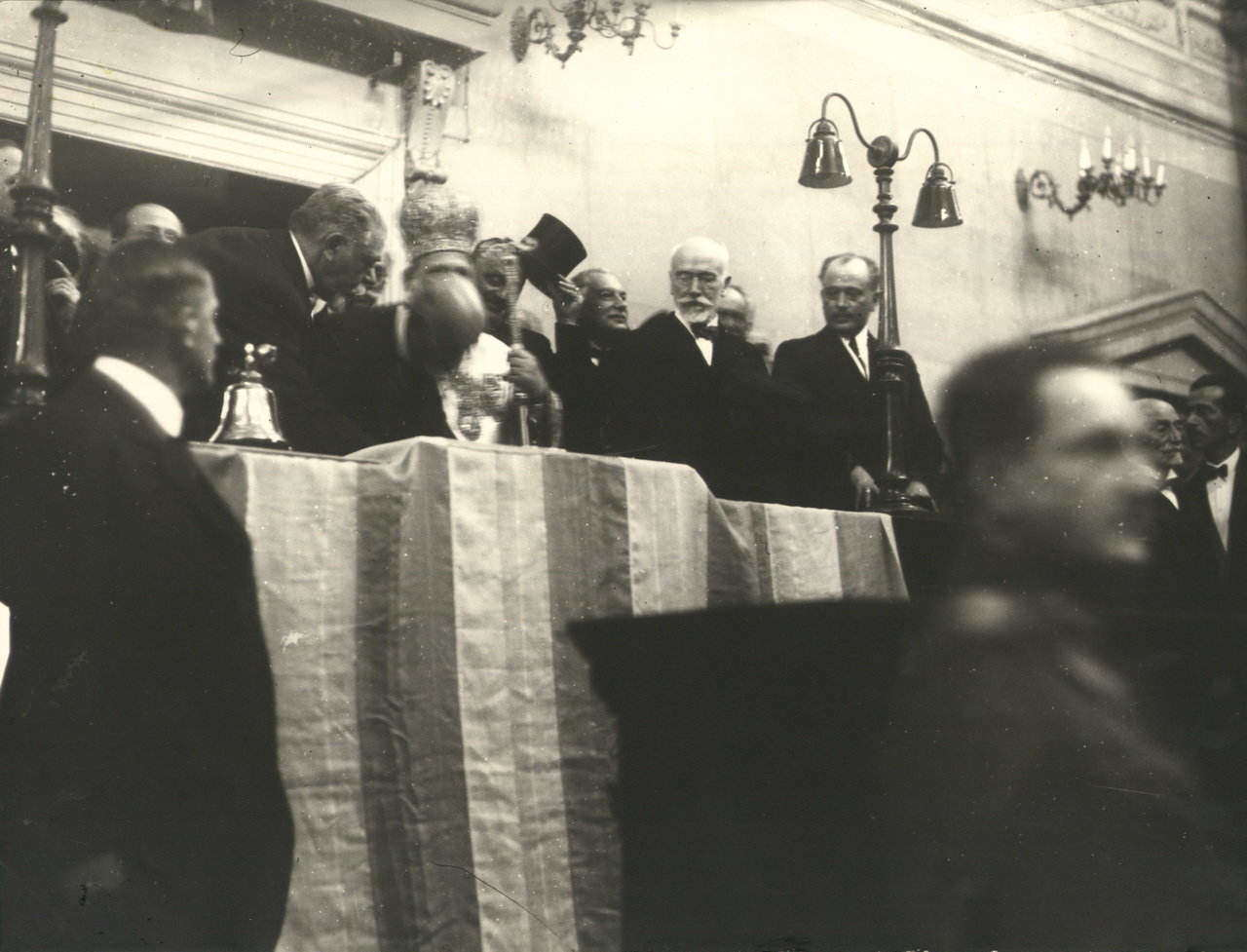
1924年，帕夫洛斯·康托里奥蒂斯将军宣誓就任希腊第二共和国第一任总统。

帕夫洛斯·康托里奥蒂斯（希臘語：Παύλος Κουντουριώτης，1855年4月9日—1935年8月22日），他是巴尔干战争期间战功卓著的希腊海军上将。1920年10月25日，亚历山大一世国王意外早逝后，他作为军界元老曾短暂的被任命为摄政王。1924年3月25日，希腊第二共和国建立后，他成功当选为共和国第一任总统，他从1924年3月任至1926年4月辞职；其后他因反对继任总统塞奥多罗斯·潘加洛斯将军的独裁统治，于是便在推翻潘加洛斯后再次出任总统。他在一生中总共担任了四次希腊的国家元首。